# Microsoft商店
Microsoft Store（前身为 Windows Store）是微軟為Windows 8及其以上版本引入的一個數位發行平台，允許程式開發商在此發布應用程式。用戶可在此購買所有通用Windows平台應用及部分傳統應用程式。Microsoft Store是所有通用Windows平台應用向用戶推送的唯一渠道，最初是為了掃描應用程序的安全漏洞和阻止惡意軟件進入Microsoft Store。

## 歷史

### 基于Web的店面
2011年9月13日，在微软開發者大會上，微軟Windows團隊主席史蒂文·辛诺夫斯基宣布Windows Store的功能和示範，證實了Windows 8擁有自己的應用程式商店。
2011年12月6日，微軟建立Windows Store博客，用于發布Windows Store的相關消息。

### Windows 8
微软于2011年9月13日在Build开发者大会上首次宣布推出Windows应用商店，这是一项面向Windows的数字分发服务。大会期间公布的进一步细节显示，该商店将能够容纳经过认证的传统Windows应用以及当时所谓的“Metro 风格应用”：基于微软设计指南的严格沙盒软件，并持续监控其质量和合规性。对于消费者而言，Windows 应用商店旨在成为获取Metro风格应用的唯一途径。虽然Windows应用商店与Windows 8的“开发者预览版”同时发布，但其本身直到2012年2月发布的“消费者预览版”才正式上线。

### Windows 10
2015年7月29日，Windows 10上市，Windows Store建立網站版本。
2017年10月17日，微软发布Windows 10秋季创意者更新，并将“Windows Store”更名为“Microsoft Store”。同时更换新的标志，为微软“四色方形”新徽标嵌入白色提包的图案。
2018年2月，微软宣布Progressive Web Apps将开始在Microsoft Store中提供，微软将通过必应爬虫自动添加选定的质量渐进式Web应用程序或允许开发人员将Progressive Web Apps 提交到Microsoft Store。
从Windows 10版本1803开始，可以从Microsoft Store下载和安装字体。

### Windows 11
2021年6月24日微软宣布，Microsoft Store将从头开始进行全面重新设计，并随Windows 11一起发布。新操作系统中还引入了通过Amazon Appstore下载Android应用程序的功能。

## 應用程式
Microsoft Store中的應用程式分為傳統應用程式、現代UI應用程式、流暢設計應用程式。

### 傳統應用程式
傳統桌面應用程式，在Windows 8後的版本中無改變。Windows 8讓大多數軟體與以前版本的x86/x64 Windows軟體相容，和Windows 7的限制相同：
- 64位元的Windows可運行64位元和32位元軟體，而32位元的Windows支援運行32位元和16位元的軟體。
- 32位元ARM處理器上的Windows RT將不支持運行或模仿現有的x86/x64桌面應用程式[7]。至於64位元ARM架構的Windows 10 on ARM或更新版本則可模擬現有的x86/x64桌面應用程式，但並非完全相容。[8]

### 現代UI應用程式
於Metro UI（後更名為現代UI）中運行的應用程式。Windows 8及8.1中，現代UI應用程式限制全螢幕操作，而Windows 10則支援不同視窗大小。設計上跟隨現代UI設計風格。現代UI應用程式將同時兼容x86/x64和基於ARM架構的Windows。2017年被流暢設計體系取代。

### 流暢設計應用程式
微軟於2017年為Windows裝置和平台開發的軟體設計語言。

## 特性
- 便捷搜尋及探索的介面设计
- 灵活的商业模式
- 透明的使用条款
- 良好的经济策略

## 上架限制
- 包含成人內容的應用程式。
- 游戏评级超過 PEGI 16、ESRB-M（成熟）、CERO-D，或不通過微軟評級（现已解禁）的應用程式。
- 鼓吹歧視、仇恨或暴力行為，以特定的種族、民族、國家、語言、宗教或其他社會團體，或以基於對一個人的性別、年齡、性取向為基礎的應用程式。
- 應用程式包含的內容或功能鼓勵、促進非法活動的應用程式。
- 包含或顯示的內容，正常的人會認為是淫穢的應用程式。
- 誹謗、中傷、誹謗或威脅他人的應用程式。
- 鼓勵、促進不負責任的過度使用酒精、煙草製品、毒品或武器的應用程式。
- 鼓勵、促進無償或極端的暴力，侵犯人權的應用程式。
- 包含過多或無端褻瀆的應用程式。

## 應用發佈過程
微軟將為開發者提供 Microsoft Windows SDK，此軟件可幫助經驗較少的開發者簡單地開發程式。另外，Windows 8 之後更支援多種電腦程式設計語言，包括 HTML5、C 和 JavaScript 等。利用 Microsoft Visual Studio 更可一键上載至 Windows Store。

## Windows Phone Store
Windows Phone Store，前身為Windows Phone Marketplace，是由微軟提供的針對Windows Phone平台的服務，允許其用戶能夠瀏覽和下載由第三方開發的應用程式。與Windows Phone的Modern UI設計方案類似，用戶可以在這裡瀏覽應用分類、標題，查看軟件的特性、細節、分級、評論、截屏以及價格等方面的訊息。Windows Phone Store與Windows Phone一起在一些國家於2010年10月發布。2015年7月29日，Windows Phone Store與原本Windows桌面版上的Windows Store正式整合為Windows Store。

## 支援市场
Windows Store支援230個國家，100多种语言。

## 里程碑
| 日期                      | 應用程序數目 | 累計下載 |
| ------------------------- | ------------ | -------- |
| 2012年10月2日（正式上市） | 0            | 0        |
| 2013年7月2日              | 100,000      | ？       |
| 2015年                    | 669,000      | ？       |